# 田自義
田自義，又名田沃豐，藝名日本仔，香港演員，活躍於1980年代至1990年代，以常演警察角色而聞名。

## 生平
因容貌似日本人常被人稱為「日本仔」，因而以「日本仔」為藝名。常演警察角色，現實中亦任職輔警。1995年起淡出香港演藝圈，移居加拿大至今。

## 外部連結
- 田自義在香港影庫上的簡介